# Roaring Mountain
Der Roaring Mountain ist ein 2486 m hoher Berg im Yellowstone-Nationalpark im US-Bundesstaat Wyoming. Der Roaring Mountain wurde nach den zahlreichen Fumarolen am westlichen Hang des Gipfels benannt, die in den frühen 1900er Jahren laut genug waren, um mehrere Kilometer weit hörbar zu sein. Roaring Mountain liegt 8 km nördlich des Norris-Geysir-Becken und südlich des Obsidian Cliff. Die Grand Loop Road (U.S. Highway 89) führt am Fuße des Berges entlang.

## Galerie

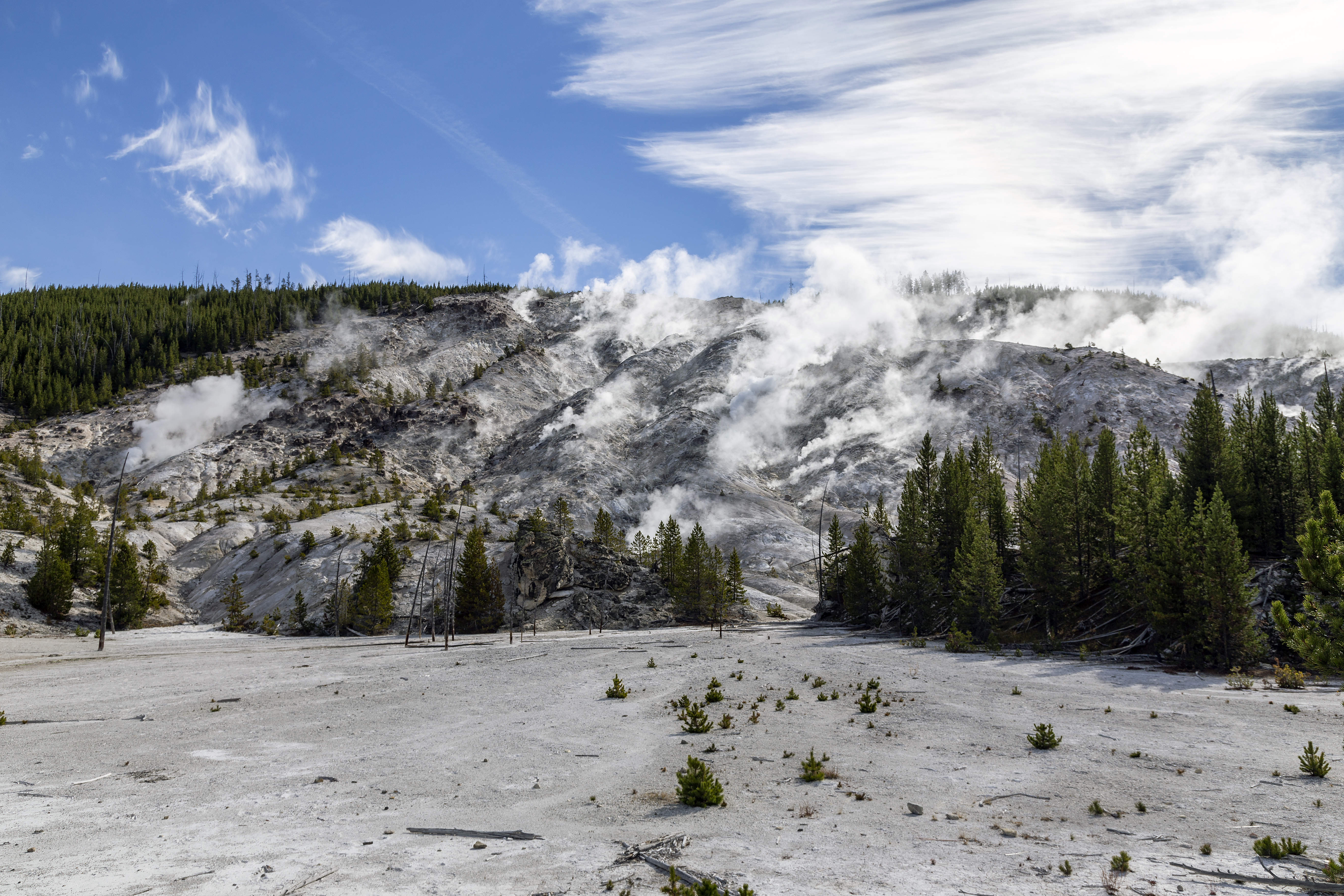
Roaring Mountain
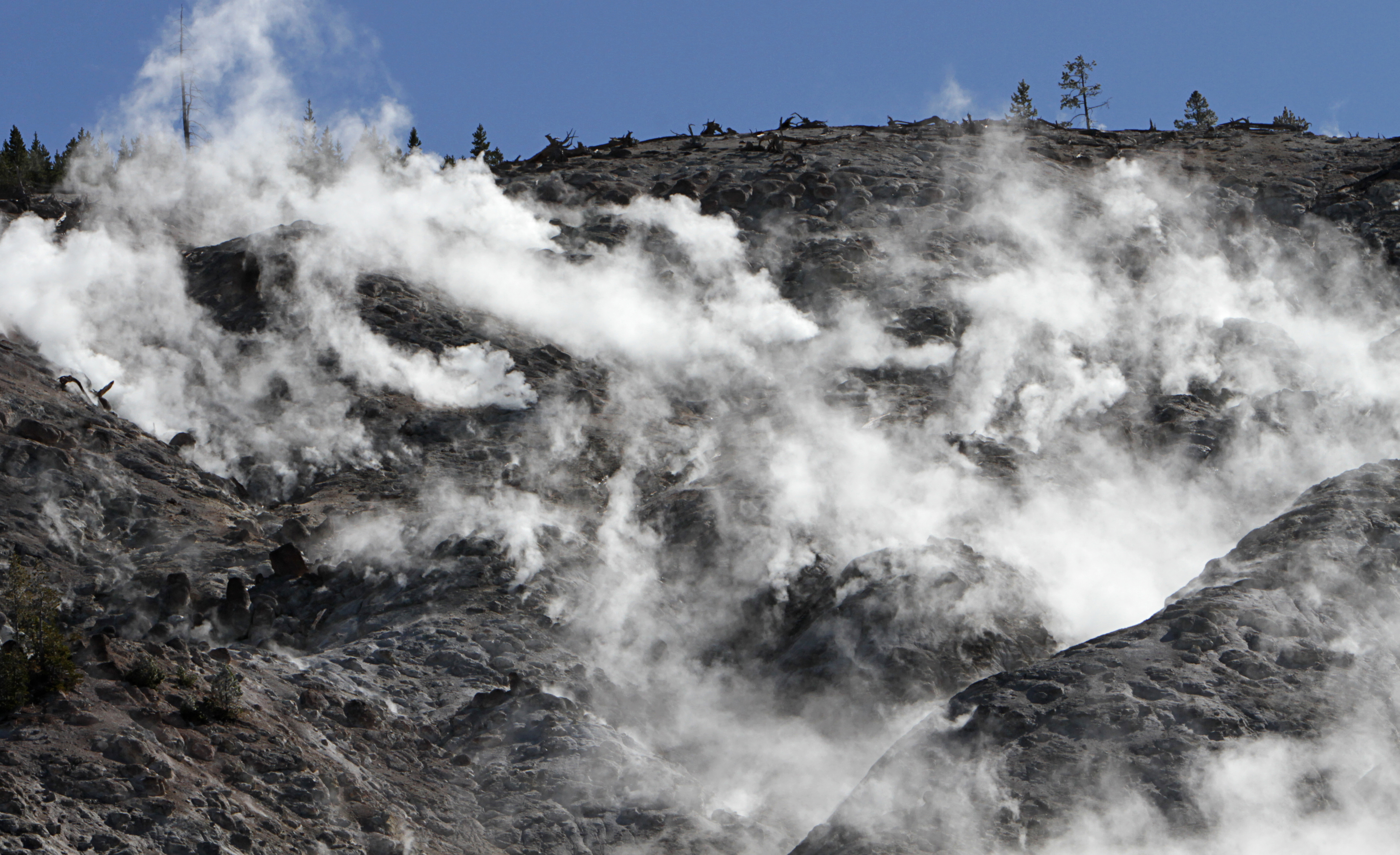
Roaring Mountain
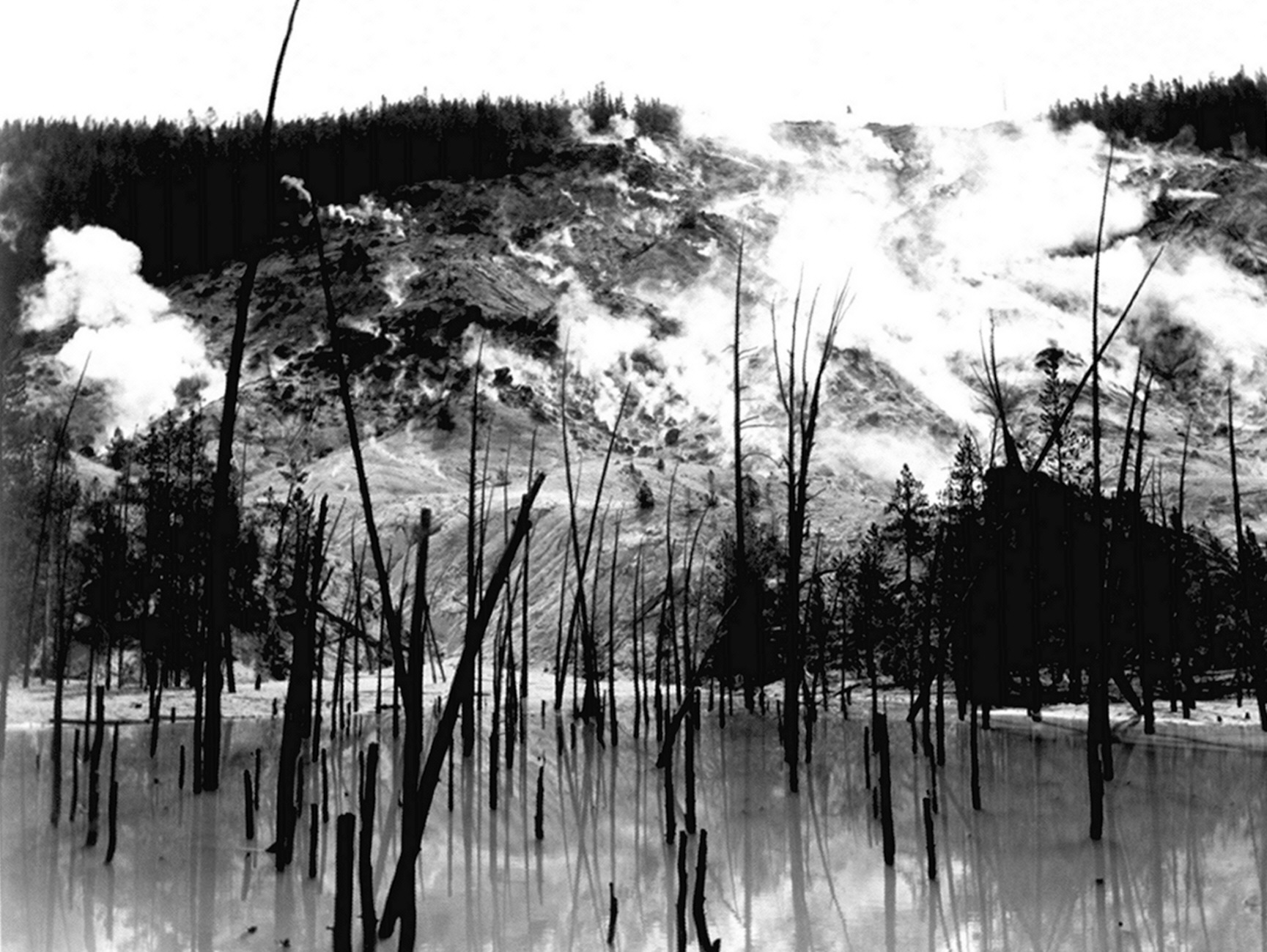
Roaring Mountain, fotografiert 1942 von Ansel Adams